# С-49 (подводная лодка)
С-49 — дизель-электрическая подводная лодка ВМФ СССР и России проекта 633, служившая в составе Черноморского флота и Северного флотов в 1962—1995 годах. В 1971—1972 модернизирована до проекта 633РВ. В 1995 году была переоборудована в плавучую зарядовую станцию и переименована в ПЗС-50. В 2019 году ПЗС-50 была исключена из состава флота. С 2021 года установлена на территории Балаклавского подземного музейного комплекса в качестве экспоната.

## История

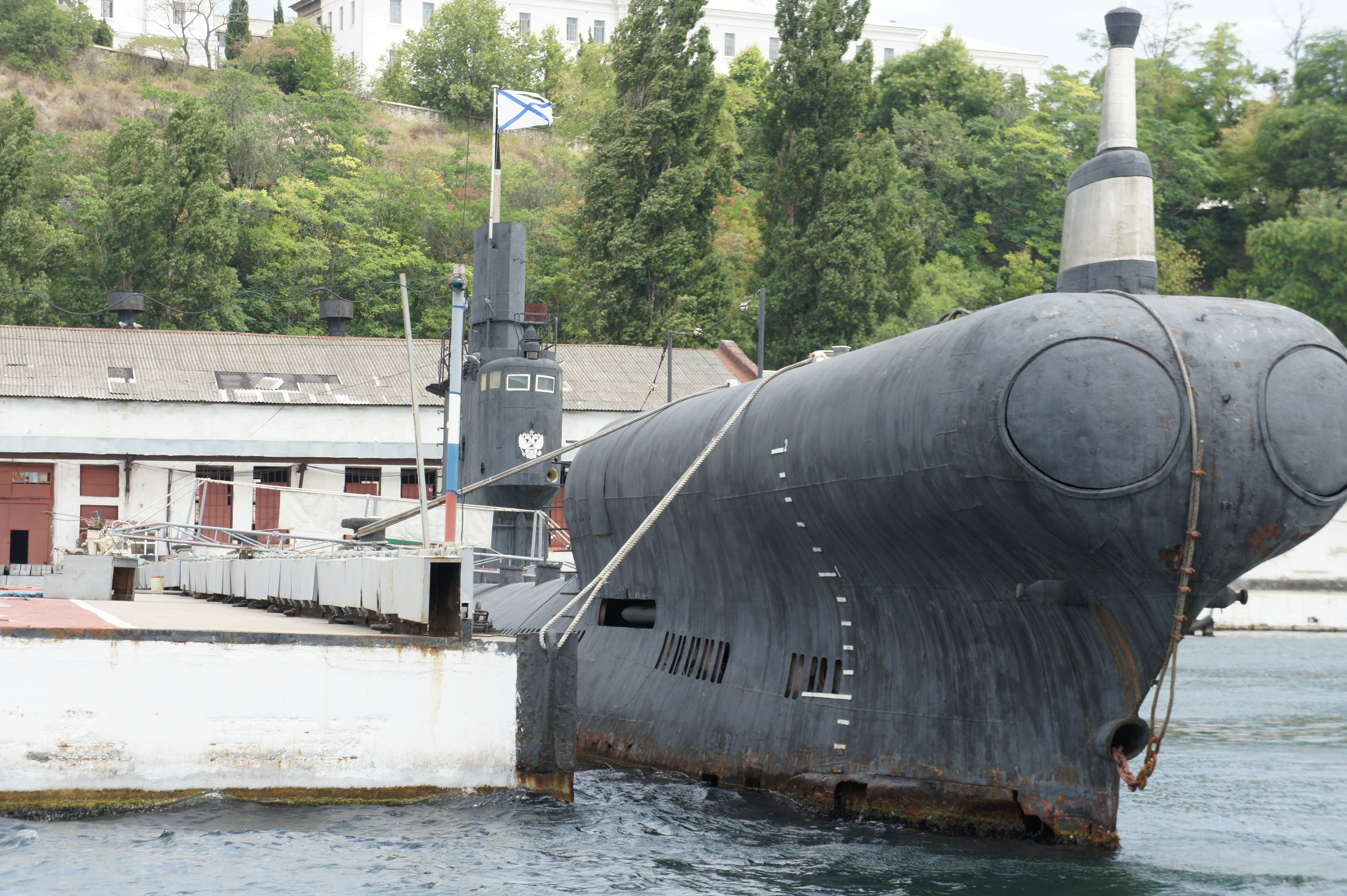
Плавучая зарядовая станция ПЗС-50 в Южной бухте Севастополя. Август 2012 г.

Заложена 29 марта 1961 года на заводе Красное Сормово в Горьком. Спущена на воду 27 июля 1961 года.
16 января 1962 года была принята в состав Черноморского флота. В 1962 году прибыла на Северный флот. Зачислена в состав 96-й БПЛ 4-й ЭПЛ (город Полярный). 15 августа 1969 года вновь передана в состав Черноморского флота.
Для испытаний противолодочных ракето-торпед РПК-6М «Водопад» калибра 533 мм и РПК-7 «Ветер» калибра 650 мм был разработан проект 633РВ, по которому в 1971—1972 годах подводная лодка была модернизирована. В носовой части лодка получили надстройку с двумя 650-мм торпедными аппаратами (пусковыми установками ракето-торпед) для испытания новых ракето-торпед, причём 650-мм торпедные аппараты были унифицированы с атомными подводными лодками проекта 671РТ, а 533-мм торпедные аппараты — с АПЛ проекта 671.
Находилась в составе 475-го дивизиона полигонного обеспечения испытания морской техники и оружия ЧФ входившего в 14-ю дивизию ПЛ лодок с базированием в Феодосии. 24 июня 1991 года была отнесена к подклассу опытовых подводных лодок, с переименованием в СС-49.
10.07.1995 года подводная лодка СС-49 была исключена из состава ВМФ. В этом же году была переоборудована в плавучую зарядовую станцию и переименована в ПЗС-50, базировалась в Южной бухте Севастополя. 1 ноября 2019 года была исключена из состава флота.

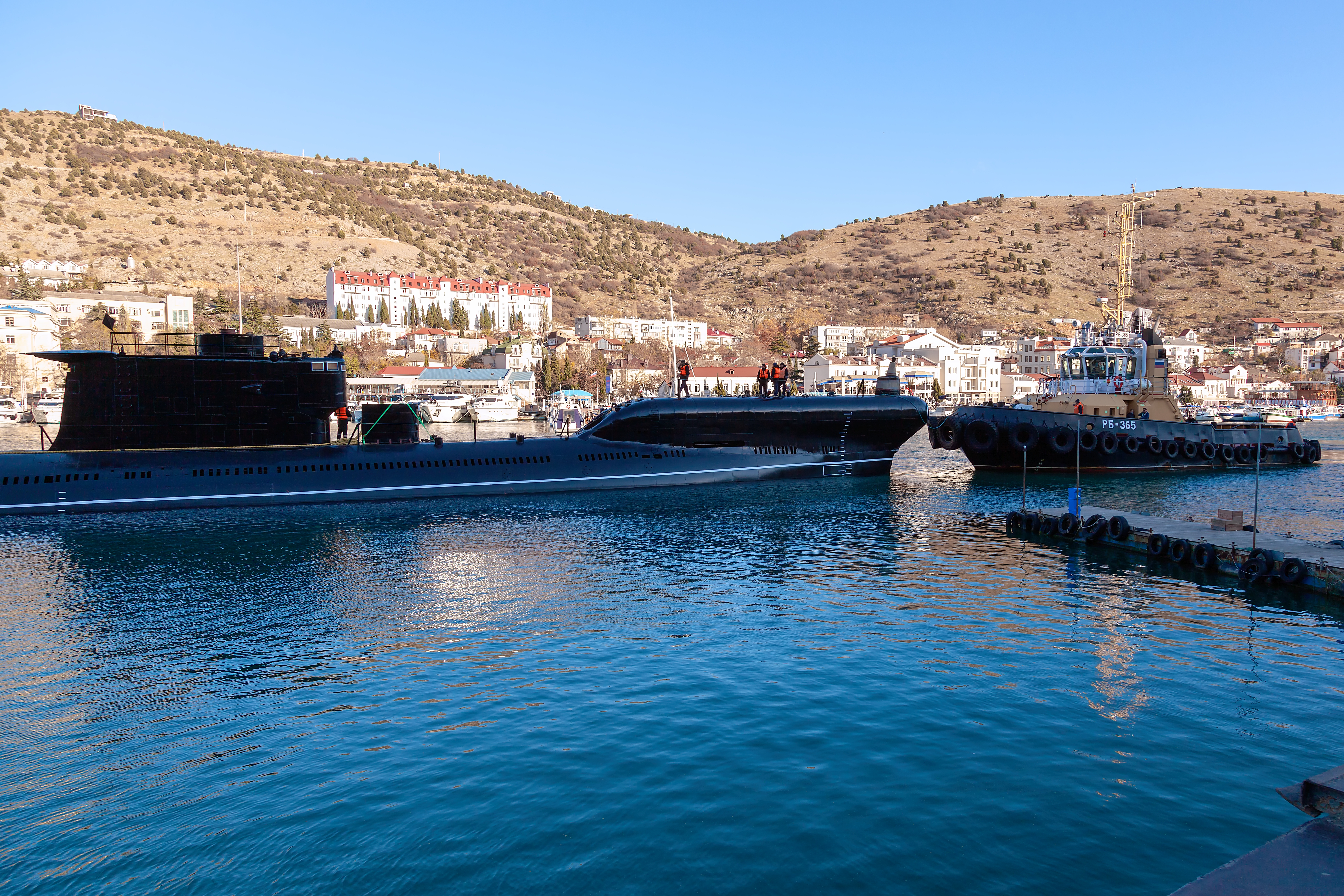
Буксировка подводной лодки С-49 в Балаклавский подземный музейный комплекс, 12 ноября 2021

В начале 2021 г. было принято решение о передаче подводной лодки в состав экспозиции Балаклавского подземного музейного комплекса. 23 августа 2021 подлодка была поставлена в сухой Северный док в Севастополе для ремонта и конвертации в музейный экспонат, откуда она была выведена 08 ноября 2021 и переправлена в музей.

## Командиры
Военная часть 27132:
- Патрушев Ю. Н. (1968—1970)
- Клюков В. М. (1970—1972)
- Сивак А. Е. (1972-1973-1974?)
- Чернышёв В. А. (1974?-1975-1976?)
- Синичкин Н. Н. (1976?-1977-1980?)
- Стасюкевич Г.Н (1980?-1981?)
- Коновалов В.В (1981?-1982-1991)
- Харченко В. В. (1991?-1994?)
- Гаврилов Ю. Б. (1994—1996)
- Сергиенко В. (1996—199?)
- Трифонов С. (199?-2003-200?)